# Charles de Villette
Charles Michel de Villette (Parigi, 4 dicembre 1736 – Parigi, 7 luglio 1793) è stato un politico e scrittore francese.

## Biografia
Era figlio di un nobile facoltoso che gli lasciò una grande fortuna e il titolo di Marchese. Dopo aver preso parte alla guerra dei sette anni, nel 1763 ritornò nella sua città natale, dove possedeva una tenuta a  Clermont. Si era fatto molti nemici con la sua percepita mancanza di buone maniere. Ciononostante, riuscì a conquistare l'intimità di Voltaire, che aveva conosciuto sua madre e che desiderava trasformarlo in un poeta - il vecchio filosofo è persino ricordato per aver visto il suo  protetto Villette come il Tibullo francese.
Nel 1765, Voltaire invitò il marchese nella sua proprietà a Ferney. Anche se Voltaire aveva scherzato abbastanza liberamente sulle attrazioni illegali del marchese per gli uomini, convinse il marchese a sposare Reine Philiberte de Varicourt nel 1777. Il matrimonio fu infelice, e sua moglie fu in seguito adottata dalla nipote di Voltaire, Marie Louise Mignot. Comunque, sia Charles che Philiberte rimasero devoti a Voltaire, e fu nella loro casa di Parigi che Voltaire morì nel 1778. Villette conservò il cuore di Voltaire in un'urna.
Durante la rivoluzione francese, Villette bruciò pubblicamente le sue "lettere di nobiltà", scrisse articoli rivoluzionari nella Chronique de Paris e avanzò la proposta che Luigi XVI avrebbe dovuto essere spogliato della maggior parte del potere ma mantenuto come capo di Stato. Nella pioggia di pamphlet che seguirono questo consiglio, molto parlarono dell'attrazione di Villette per gli uomini. Un libellista lo volgarizzò come un uomo "innaturale" in tutte le cose. Un altro affermò che il suo stesso pamphlet, Les Enfants de Sodome à l'Assemblée Nationale, ou Députation de l'Ordre de la Manchette aux représentants de tous les ordres, in realtà veniva dalla casa di Villette, che era chiamata Grand Commander dell'ordine dell'amante maschio in questa dichiarazione beffarda sui diritti degli omosessuali. Gli attacchi vennero risolti, per conto di Villette, dal suo illustre amico Anacharsis Cloots, un olandese definito "il portavoce della razza umana".
Villette venne eletto deputato alla Convenzione nazionale dal dipartimento di Seine-et-Oise nel 1792. Ebbe il coraggio di condannare Massacri di settembre e di votare solo per l'imprigionamento, e non per la pena di morte, di Luigi XVI (dicembre 1792). Morì a Parigi l'anno successivo, e il suo seggio nella Convenzione fu preso da Auguste Antoine-Augustin.

## Opere
Nel 1784 pubblicò il suo Opere, e nel 1792 i suoi articoli su Chronique de Paris apparsi in forma di libro con il titolo Lettres choisies sur les principaux événements de la Révolution.